# Jules Combarieu
Jules Combarieu (* 4. Februar 1859 in Cahors; † 7. Juli 1916 in Paris) war ein französischer Musikwissenschaftler und Musikkritiker.

## Leben und Werk
Jules Combarieu studierte zunächst an der Sorbonne in Paris und später in Berlin bei Philipp Spitta.
Er wurde Professor an den Pariser Lyzeen Louis-le-Grand und Condorcet. Von 1904 bis 1910 war er Professor der Musikgeschichte am Collège de France und Mitglied des Conseil supérieur des beaux arts.
Combarieus dreibändige Histoire de la Musique (Paris 1913–1919) wurde von René Dumesnil in einer dritten Auflage fortgeschrieben (Band 1: 1953; Band 2: 1949; Band 3: 1955).

## Werke von Jules Combarieu
- Les rapports de la musique et de la poésie (Paris 1894)
- De Parabaseos partibus et origine (Paris 1895)
- L'influence de la musique allemande sur la musique françsaise (1895)
- Etudes des philologie musicale:
  - 1. Théorie du rythme (Paris 1896)
  - 2. Fragments de l'Énéide en musique (Faksimile, Übertragung und Einleitung, Paris 1898)
  - 3. La musique et la magie (Paris 1909)
- La musique, ses lois, son évolution (Paris 1907, 1911)
- Histoire de la musique (3 Bände, Paris 1913–1919)